# Riesenschwalm
Das Riesenschwalm oder Riesenfroschmaul (Batrachostomus auritus) ist ein nachtaktiver Vogel aus der Familie der Eulenschwalme.

## Merkmale

Riesenschwalm, Illustration

Der 40 cm lange Vogel ist an der Oberseite rotbraun gefärbt mit weißen Flecken und gelbbraunen Bändern. Die Kehle ist weiß und der Bauch gelbbraun gefärbt.
Der Schnabel hat Borsten am Schnabelansatz und eine riesige froschmaulartige Öffnung.

## Vorkommen

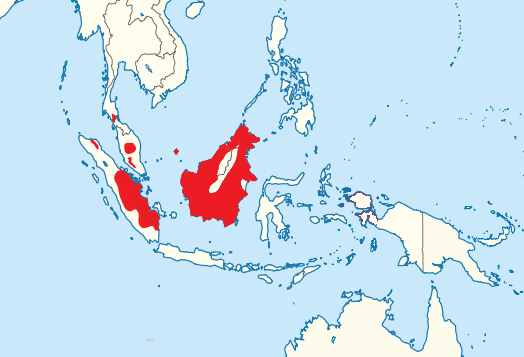
Verbreitungsgebiet des Riesenschwalms (rot)

Das Riesenschwalm lebt in Regen- und Sekundärwäldern auf Sumatra, Borneo und in Malaysia.

## Verhalten
Tagsüber ruht der Vogel in den Bäumen. Nachts jagt er von einem Ansitz aus Skorpione, Tausendfüßer, Schnecken, Reptilien, Amphibien, kleine Vögel und Nagetiere.

## Fortpflanzung
In einem offenen Nest aus Blättern und Daunen in einer Astgabel werden bis zu drei Eier tagsüber vom Männchen und nachts vom Weibchen bebrütet.